# Hans Schrijver
Hans Schrijver (Terwolde, 21 augustus 1959) is een Nederlands voormalig voetballer en huidig voetbalcoach.  
Schrijver speelde tussen 1982 en 1985 in totaal 67 competitiewedstrijden voor Go Ahead Eagles waarin hij vier doelpunten maakte. Ook speelde hij in de periode 1981/82 als amateur negen interlands voor het Nederlands Olympisch elftal. Hierna speelde hij tot 1989 bij Rohda Raalte.
Vanaf 1993 was hij actief als trainer en was actief bij de amateurs van SV Terwolde en Victoria Boys. Van 1998 tot 2005 werkte hij bij FC Groningen als assistent-trainer en behaalde samen met trainer Jan van Dijk de promotie naar de Eredivisie. Tevens was hij er trainer/coach van Jong FC Groningen. Hierna werd hij trainer bij VV Sneek. Vanaf 2006 werkte hij voor de KNVB waar hij coach was van het nationale onder 20 en onder 17 team en docent Coach UEFA A.  
In 2010 ging Schrijver naar Canada waar hij met Dwight Lodeweges coach was bij FC Edmonton. Van december 2010 tot december 2011 was hij assistent van Lodeweges bij JEF United in Japan. In 2012 was Schrijver wederom werkzaam als coach en hoofd opleiding bij FC Edmonton in Canada. In 2013 coachte hij het nationale onder 20 team van Curaçao op het CONCACAF onder 20 eindtoernooi.
Het seizoen 2013-2014 was Schrijver trainer/coach bij het eerste elftal van Sportclub Genemuiden, uitkomend in de Hoofdklasse C van het zaterdagvoetbal. Met dit elftal werd hij kampioen, waardoor ze promoveerden naar de Topklasse. Tevens was hij in het seizoen 2013-2014 coördinator scouting bij eredivisieclub SC Cambuur te Leeuwarden. Van 2014 tot 2016 was Schrijver werkzaam als hoofd opleiding en coach van de onder 19 bij Sc Heerenveen. Met het onder 19 team won hij de beker. Van 2022 tot 2024 was hij werkzaam als hoofdtrainer van sc Heerenveen Vrouwen.